# عبد العزيز الحشاش
عبد العزيز الحشاش (7 مارس 1985 -)، هو كاتب تلفزيوني كويتي.

## حياته ونشأته
تعلم فن الكتابة التلفزيونية منذ الصغر أثناء مرحلة الدراسة الثانوية على يد والده، ثم طور نفسه من خلال القراءة وكتب العديد من المسرحيات والقصص القصيرة وحصد فيها جوائز عديدة على مستوى المنطقة التعليمية كما . ثم التحق بجامعة الكويت وتخصص في علم الاجتماع وعلم النفس واستفاد من دراسته فوظفها في كتاباته. وكانت له العديد من الانشطة خلال فترة الدراسة في الجامعة حيث كان يكتب عامودا في جريدة آفاق الجاميعة تحت عنوان (همس القناديل)

## مسيرته
بعد تخرجه من الجامعة وحصوله على بكالوريوس في علم الاجتماع عمل كأخصائي اجتماعي في مركز التأهيل المهني للمعاقين واحتك في العديد من حالات الفئات الخاصة وخالط العديد من الحالات التي ألهمته للكتابة عن أعماله اللاحقة. فكان أول عمل تلفزيوني له بعنوان (عيون الحب) وهو الذي حقق له شهرة واسعة ونجاحا ملحوظا على مستوى الدراما الخليجية. ومن الملاحظ أنه من خلال أول مسلسلاته انطلق ليكتب عن الفئات الخاصة التي احتك فيها احتكاكا مباشرا مثل مسلسل رسائل من صدف الذي ناقش قضية الإعاقة وقضية عقوق الآباء لأبناءهم وقضية صلة الرحم بين الأبناء والأشقاء. وفي عام 2010 قدم عملان تلفزيونيان كان لهما نصيب النجاح بين مجموعة الأعمال الدرامية العديدة التي قدمت في رمضان من ذلك العالم وهما (أيام الفرج) الذي كان من أبرز الأعمال التي مزجت الجانب البوليسي والاجتماعي في قصة محبوكة شدت المشاهد إلى نهاية الأحداث ونال العمل على إشادة الجمهور والنقاد على حد سواء،
و لم يبتعد كثيرا عن مناقشة القضية الأبرز في أعماله وهي قضية المعاقين وذوي الاحتياجات الخاصة حيث كانت شخصية الأب التي أداها الفنان غانم الصالح عبارة عن رجل فقد ذراعه في ظروف غامضة، وأيضا كانت شخصية الفنان مشاري البلام الذي جسد شخصية الشاب المعاق الذي يقع في حب امرأة عانس ويتزوجها لكنه مسلوب الإرادة فيتدخل أهله في حياته بشكل مستفز. كما قدم في نفس العام مسلسل خيوط ملونة وهو يتحدث عن كفاح فتاة يتيمة الأم وترعى والدها المريض وتعول أخوتها رغم أنهم يعاملونها بأنانية وعدم مبالاة، وأيضا في هذا العمل ناقش قضية اصحاب الاحتياجات الخاصة والمعاقين ذهنيا من خلال شخصية عبد الله الذي يحب نجاة ولكنها لا تشعر به لأنه معاق ذهنيا، ولأول مرة يمزج الكاتب في عمله بين الدراما والكوميديا ولقد صور العمل بالكامل في دولة قطر وكان من بطولة النجم عبد العزيز جاسم والنجوم هبة الدري واسهان توفيق وناصر محمد.ومن أعمالعه أيضا مسلسل الدخيلة بطولة هدى حسين ومسلسل غريب الدار بطولة الممثلة سعاد عبد الله.
أما عن أبرز المخرجين الذين تعاون معهم الكاتب فهو المخرج محمد دحام الشمري الذي اكتشفه تلفزيونيا وقدمه للساحة ككاتب شاب متمكن من أدواته. وفي خط مواز للتلفزيون قدم الكاتب مجموعة أعمال إذاعية من إنتاج إذاعة الكويت وهي: لا طاح الجمل والمسامح كريم والقلب الحنون وراعي الديوانية واتيليه السعادة، وقد طغى على أغلبية الأعمال الطابع الكوميدي وقام ببطولة الأعمال نخبة من نجوم الصف الأول في الكويت والخليج على رأسهم الفنان الكبير عبد الحسين عبد الرضا وسعد الفرج وحياة الفهد وسعاد عبد الله وغانم الصالح وهدى حسين وجاسم النبهان أما على صعيد الجوائز فلقد حصد مسلسله لا طاح الجمل على الجائزة الذهبية في مهرجان الخليج للاذاعه والتلفزيون.

## جوائز
حصل على جوائز من خارج الكويت في القصة القصيرة منها جائزة من إمارة عجمان حين حصد المركز الثالث عن قصته القمر الأصفر

## أعماله

### التاليف
- 2008: عيون الحب.
- 2009: رسائل من صدف.
- 2010: أيام الفرج.
- 2010: خيوط ملونة.
- 2011: الدخيلة.
- 2012: طاح الجمل.
- 2012: غريب الدار.
- 2012: حلفت عمري.
- 2014: يا من كنت حبيبي.
- 2016: حريم أبوي.
- 2014: سواها البخت.